# Charge of the Headlight Brigade
Charge of the Headlight Brigade foi uma corrida de resistência de 13 horas para carros esportivos organizada pela Região da Carolina do Norte do Sports Car Club of America (SCCA). O evento era realizado na Virginia International Raceway, Virginia. O nome é uma referência ao Charge of the Light Brigade, uma batalha eternizada, em 1854, em um famoso poema de Alfred Tennyson.